# Историјски факултет Универзитета у Варшави
Историјски факултет Универзитета у Варшави је један од факултета Универзитета у Варшави. Овај факултет је основан 1. септембра 2020. године као резултат трансформације Института за историју који функционише у оквиру сада угашеног Историјског факултета. Институт за историју основан је 1930. године као део тадашњег Факултета хуманистичких наука Универзитета у Варшави, од 1950. године је део Историјског факултета Универзитета у Варшави, а одлуком ректора Универзитета у Варшави од 15. јуна 2020. претворен је у засебан факултет.

## Организациона структура факултета
Катедра за античку историју
Године 1922. основана је Катедра за античку историју на чијем је челу био проф. Тадеуш Валек-Чернецки. После рата рад на обнови научног живота Историјског института предузео је проф. Иза Биезунска-Маловист, која је од септембра 1947. године била запослена у Институту као виши асистент. Од 1952. године преузима дужност шефа Катедре, а од 1969. године – Катедре за античку историју, коју је обављала до пензионисања 1987. године. Затим је на чело Катедре за античку историју изабрана проф. Ева Випчицка-Браво. Од 1996. до 2008. године ову функцију обављао је проф. Влодзимиеж Ленгауер. Од 2009. до 2020. године шеф Катедре је био проф. Адам Зиолковски. Од 2021. године ову функцију обавља др хаб. Кристина Стебничка.
Катедра за историју средњег века
Катедра за општу и пољску средњовековну историју основана је 1969. године као резултат трансформације Катедре за општу историју средњег века и Катедре за пољску историју до 18. века. Њиме су руководили: проф. Маријан Маловист (1969 – 1979), проф. Бенедикт Зиентара (1979 – 1983), проф. Хенрик Самсоновиц (1983 – 2000), проф. Карол Модзелевски (2000 – 2005), проф. Роман Михаловски (2005-2019). Садашњи начелник Одељења је др хаб. Гжегож Мисливски.
Катедра за модерну историју
Шеф Катедре до 2010. године био је проф. Зофиа Зиелинска. Њен наследник је био проф. Дариуш Колодзиејчик. Од 2014. године Катедру руководи проф. Урсула Аугустиниак (до априла 2019). Од априла 2019. до јуна 2022. године ову функцију поново ће обављати проф. Дариуш Колодзиејчик. Од јула 2022. Урсула Косинска је постала шеф Катедре за модерну историју.
Катедра за историју 19. века
Одељење су у прошлости водили: проф. Јерзи Сковронек (1982-1994), проф. Ана Жарновска (1994-2003), проф. Томаш Кизвалтер (2003-2012). Године 2013–2020, шеф катедре је био проф. Малгожата Карпинска. Од 2020. године ову функцију обавља др Хаб. Артур Марковски.
Катедра за историју 20. века
Године 1969. основане су Катедра за савремену општу и пољску историју и Катедра за општу историју и географију савременог света, а 1974. године додатно је основана Катедра за пољску народну историју. Историчари који се баве 20. веком уједињени су 1990. године у оквиру Катедре за модерну историју, касније преименованог у Катедру за историју 20. века. Његов рад водио је проф. Маријан Војчеховски, проф. Томаш Витух, од 2003. до 2015. проф. Анджеј Хојновски, од 2015. до 2021. проф. Ромуалд Турковски, а од 2021. др. Доброхна Калва.
Одељење помоћних наука за историју, изворословље и методологију
Катедра се бави питањима из области широко схваћене изворословне науке и архивистике. Присутан је у програму историјских студија од наставка Варшавског универзитета 1915. године – првенствено као део часова и предавања на семинару средњовековне историје. Акценат је био на питањима дипломатије и палеографије. Институционално су се повезивали са одељењем, којим је од 1934. године руководио проф. Станислав Кетжински. Настава је настављена као тајна настава током Другог светског рата. У Историјском институту, обновљеном 1945. године, катедру је поново преузео Станисłав Кетрзински након повратка из концентрационог логора у Аушвицу. После његове скоре смрти 1950. године, одељење је дуго година водио проф. Александер Гиеисзтор, а затим проф. Иренеуш Ихнатовицз, а затим (1999-2008) проф. Мариа Кочерска. Шеф Катедре у 2008-2020. години био је проф. Славомир Гавлас. Од 2020. године ову функцију обавља проф. Агниешка Бартошевиц.
Катедра за архивистику, дидактику историје и историју историографије
Шеф Катедре – в.д. проф. Барбара Вагнер – је др. Катажина Блаховска.
Центар за истраживање и наставу јеврејске историје и културе у Пољској Мордехаја Аниелевица
Центар Аниелевицза је основана 1990. године према споразуму између Универзитета у Варшави и Фондације Јацек Флидербаум. Тренутно ради као катедра на Историјском факултету Универзитета у Варшави. Творац Центра. Аниелевиц је проф. Др. Јерзи Томашевски, који га је водио до пензионисања 2001. година. У годинама 2001-2013, руководилац Центра био је др хаб. Јоланта Зиндул, тренутно ову функцију обавља др. хаб. Анна Михаловска-Мициелска.
Библиотека Историјског факултета Универзитета у Варшави